# VX Волка
VX Волка (лат. VX Lupi) — одиночная переменная звезда в созвездии Волка на расстоянии (вычисленном из значения параллакса) приблизительно 53034 световых лет (около 16260 парсеков) от Солнца. Видимая звёздная величина звезды — от +16,4m до +12,5m.

## Характеристики
VX Волка — красная пульсирующая переменная звезда, мирида (M) спектрального класса Me. Эффективная температура — около 3375 K.